# Alberto Ginastera
Alberto Evaristo Ginastera (ur. 11 kwietnia 1916 w Buenos Aires, zm. 25 czerwca 1983 w Genewie) – argentyński kompozytor.

## Życiorys
Pochodził z rodziny o korzeniach katalońsko-włoskich. W wieku 7 lat rozpoczął naukę gry na fortepianie. Kształcił się w prywatnym konserwatorium Alberto Williamsa (1928–1935), które ukończył uzyskując złoty medal z kompozycji. W latach 1936–1938 studiował w Conservatorio Nacional de Música w Buenos Aires, gdzie jego nauczycielami byli José André (kompozycja), Athos Palma (harmonia) i José Gil (kontrapunkt i fuga). Studia ukończył z najwyższą notą w dziedzinie kompozycji. Brał też prywatnie lekcje fortepianu u Cayetano Argenzianiego. W 1941 roku poślubił pianistkę Mercedes del Toro. Wykładał w Conservatorio Nacional de Música oraz w Liceo Militar w Buenos Aires, zwolniony jednak został w 1945 roku, po dojściu do władzy Juana Peróna. W latach 1946–1947 dzięki otrzymanemu stypendium Fundacji Pamięci Johna Simona Guggenheima przebywał w Stanach Zjednoczonych, uczestnicząc w kursach Aarona Coplanda w Tanglewood, dał też koncerty w Nowym Jorku i Waszyngtonie.
Po powrocie do Argentyny zorganizował Liga de compositores argentinos, przekształconą później w argentyńską sekcję Międzynarodowego Towarzystwa Muzyki Współczesnej. W latach 1948–1952 i 1956–1958 kierował konserwatorium w La Placie, z przerwą spowodowaną ponownie represjami ze strony reżimu Peróna. Od 1958 do 1962 roku dziekan Facultad de artes y ciencias argentina na Universidad Católica w Buenos Aires. W 1962 roku został dyrektorem Centro latinoamericano de altos estudios musicales w Instituto Torcuato di Tella. Od początku lat 50. wielokrotnie przebywał w Europie, a w 1968 roku wyjechał na zawsze z Argentyny. W 1971 roku osiadł na stałe w Genewie, gdzie ożenił się powtórnie z wiolonczelistką Aurorą Nátola.
Członek Academia Nacional de Bellas Artes, był też członkiem Amerykańskiej Akademii Sztuk i Nauk (1965) i Amerykańskiej Akademii Sztuki i Literatury (1968). Doctor honoris causa Uniwersytetu Yale (1968). Odznaczony francuskim Orderem Sztuki i Literatury (1964) i salwadorskim Narodowym Orderem Joségo Matiasa Delgado (1973).

## Twórczość
Komponował już od lat młodzieńczych, większość swoich wczesnych utworów jednak odrzucił. Początkowo tworzył w stylistyce narodowej bliskiej neoklasycyzmowi, później wciąż wykorzystywał elementy muzyki ludowej, jednak traktowanej bardziej abstrakcyjnie, w oderwaniu od bezpośredniego kontekstu folklorystycznego. Drugi okres twórczości Ginastery jest bardziej ekspresjonistyczny, a kompozytor zaczął adaptować do swoich dzieł różne techniki współczesne (klastery, aleatoryzm). Posługiwał się techniką dodekafoniczną, traktując jednak jej zasady swobodnie. Stosował też mikrotonowość.

## Ważniejsze kompozycje
(na podstawie materiałów źródłowych)

### Utwory orkiestrowe
- Primier concierto argentino (1941, odrzucone)
- Primera sinfonia (Porteña) (1942, odrzucone)
- Obertura para el „Fausto” criollo (1943)
- Sinfonia elegíaca (1944)
- tryptyk symfoniczny Ollantay (1947)
- Variaciones concertantes na orkiestrę kameralną (1953)
- Pampeana nr 3 (Pastoral sinfónica en tres movimientos) (1954)
- Koncert na harfę (1956)
- 2 koncerty fortepianowe (I 1961, II 1972)
- Koncert skrzypcowy (1963)
- Koncert na orkiestrę smyczkową (1965)
- Estudios sinfónicos (1967)
- 2 koncerty wiolonczelowe (I 1968, II 1981)
- Popol Vuh (1975–1983, niedokończone)
- Glosses sobre temes de Pau Casals na orkiestrę smyczkową i kwintet smyczkowy „in lontano” (1976)
- Jubilum (celebracion sinfónica) (1980)

### Utwory kameralne
- Impresiones de la Puna na flet i kwartet smyczkowy (1942, odrzucone)
- 4 kwartety smyczkowe (I 1948, II 1958, III z sopranem do słów Albertiego, Lorci i Jiméneza 1973, IV z barytonem do słów Testamentu heiligenstadzkiego Ludwiga van Beethovena 1974)
- Duo na flet i obój (1945)
- Pampeana nr 1 na skrzypce i fortepian (1947)
- Pampeana nr 2 na wiolonczelę i fortepian (1950)
- Kwintet fortepianowy (1963)
- Punueña nr 1 na flet solo (1973)
- Punueña nr 2 „Hommage à Paul Sacher” na wiolonczelę solo (1976)
- Sonata na gitarę solo (1976)
- Sonata na wiolonczelę solo (1979)
- Fanfare na 4 trąbki (1980)

### Utwory fortepianowe
- Danzas argentinas (1937)
- Tres piezas (1940)
- Malambo (1940)
- Primer concierto argentino (1941, odrzucone)
- 12 preludios americanos (1944)
- Suite de danzas criollas (1946)
- Rondo sobre temas infantiles argentinos (1947)
- Toccata, villancico y fuga na organy (1947)
- Varazioni e toccata na organy (1980)

### Utwory na głos i fortepian
- 2 canciones do słów Fernána Silvy Valdésa (1938)
- 5 canciones populares argentinas (1943)
- Los horas de una estancia do słów Silviny Ocampo (1943)

### Utwory wokalne
- 2 motety Hieremiae Prophetae Lamentationes na chór a cappella (1946)
- Cantos del Tucumán na głos, flet, skrzypce, harfę i 2 bębny indiańskie do słów Rafaela Jijeny Sáncheza (1938)
- Salmo CL na chór mieszany, chór chłopięcy i orkiestrę (1938)
- Cantata para América Mágica na sopran dramatyczny i 13 perkusistów, czelestę i 2 fortepiany do słów manuskryptów prekolumbijskich w przekładzie hiszpańskim (1960)
- Sinfonia „Don Rodrigo” na sopran i orkiestrę do słów Alejandro Casona (1964)
- Cantata Bomarzo na głos recytujący, tenora lub baryton i orkiestrę kameralną do słów Mujici Laineza (1964)
- kantata Milena na sopran i orkiestrę do słów Listów do Mileny Franza Kafki (1971)
- Serenata na wiolonczelę, baryton i zespół kameralny do słów Pabla Nerudy (1973)
- Turbae ad Passionem Gregorianam na tenora, baryton, bas-baryton, chór mieszany, chór chłopięcy i orkiestrę do słów Wulgaty i Liber usualis w przekładzie kompozytora (1974)

### Opery
- Don Rodrigo, libretto Alejandro Cason (wyst. Buenos Aires 1964)
- Bomarzo, libretto Mujica Lainez (wyst. Waszyngton 1967)
- Beatrix Cenci, libretto William Shand i Alberto Girri (wyst. Waszyngton 1971)

### Balety
- legenda choreograficzna Panambí, libretto Félix Errico (1934–1936, wyst. Buenos Aires 1940)
- Estancia (1948, wyst. Buenos Aires 1952)